# کرستین فورستر
کرستین فورستر (انگلیسی: Kerstin Förster؛ زادهٔ ۹ نوامبر ۱۹۶۵) قایقران روئینگ اهل آلمان شرقی بود.